# Mauna Loa
El volcà Mauna Loa és un dels volcans més actius a les Illes hawaianes i un dels cinc volcans que formen l'illa de Hawaii juntament amb Mauna Kea, Hualalai, Kohala i Kilauea.
En hawaià, Mauna Loa significa 'muntanya alta', un nom bastant adequat, ja que és el volcà més gran de la Terra, amb un volum estimat aproximat de 75.000 km³ (Kaye, 2002) i una alçada de 5.000 m des de la seva base fins a la superfície de l'oceà, i altres 4.170 m sobre el nivell del mar, és a dir, més de 9.000 m d'altitud total. El Mauna Loa és uns 36 m més baix que el Mauna Kea. La xemeneia del volcà es diu Moku`aweoweo.
S'han produït unes 33 erupcions del Mauna Loa en temps històrics, i l'última fou el març-abril del 1984 (Lockwood, 1995). Cap erupció recent ha causat morts, però les erupcions del 1926 i del 1959 van destruir diverses aldees, i la ciutat d'Hilo està parcialment construïda sobre els corrents de lava de finals del segle xix. En vista dels perills que corren els assentaments humans, el Mauna Loa forma part del programa Decade Volcanoes, que motiva l'estudi dels volcans més perillosos. El Mauna Loa ha estat intensament monitorat per l'Observatori Hawaià de Volcans (HVO per les seves sigles en anglès) des del 1912. Les observacions atmosfèriques són recollides per l'observatori Mauna Loa, i les terrestres a l'Observatori Solar Mauna Loa, ambdós localitzats a prop del cim del volcà. El Parc Nacional Volcànic de Hawaii cobreix el cim i el costat sud-est del volcà.
Aquest volcà va fer erupció fa 700.000 anys i va poder haver emergit de l'oceà fa 400.000 d'anys, tot i que les roques més antigues que es tenen registrades no van més enllà de 200.000 anys. El seu magma prové d'un punt calent del mantell terrestre sota de l'illa, el qual és el responsable de la creació de la cadena d'illes hawaianes per desenes de milions d'anys. El lent flux de la placa del Pacífic eventualment portarà el volcà lluny d'aquest punt calent i s'extingirà en 500.000 a 1.000.000 milions d'anys.

## Geologia

### Context
Com tots els volcans hawaians, el Mauna Loa es va crear quan la placa tectònica del Pacífic es va desplaçar sobre el punt calent de Hawaii al mantell subjacent de la Terra. Els volcans de les illes de Hawaii són la prova més recent d'aquest procés que, al llarg de 70 milions d'anys, ha creat la cadena de muntanyes submarines Hawaii-Emperador de 6.000 km de longitud. L'opinió predominant és que el punt calent ha estat en gran manera immòbil dins del mantell del planeta durant gran part, si no tota l'Era Cenozoica. No obstant això, encara que el plomall de mantell hawaià es coneix bé i ha estat àmpliament estudiat, la naturalesa dels punts calents en si continua sent força enigmàtica.
El Mauna Loa és un dels cinc volcans subaeris que componen l'illa d'Hawaii. El volcà més antic de l'illa, el Kohala, té més d'un milió d'anys, i el Kīlauea, el més jove, es creu que té entre 210.000 i 280.000 anys. Kamaʻehuakanaloa (abans Lōʻihi), al flanc de l'illa, és encara més jove, però encara no ha sortit a la superfície de l'oceà Pacífic. Amb una edat d'entre 1 milió i 600.000 anys, el Mauna Loa és el segon més jove dels cinc volcans de l'illa, la qual cosa el converteix en el tercer volcà més jove de la cadena de muntanyes submarines Hawaii–Emperador, una cadena de volcans en escut i muntanyes submarines que s'estén des de Hawaii fins a la fossa de les Kurils-Kamchatka a Rússia.
Seguint el patró de formació dels volcans hawaians, el Mauna Loa hauria començat com un volcà submarí, construint-se gradualment mitjançant erupcions submarines de basalt àlcali abans d'emergir del mar mitjançant una sèrie d'erupcions surtseyanas fa uns 400.000 anys. Des de llavors, el volcà ha estat actiu, amb un historial d'erupcions efusives i explosives, incloent 33 erupcions des de la primera erupció ben documentada el 1843. Tot i que el Mauna Loa no ha entrat en erupció des del 1984, el Servei Geològic dels EUA afirma que és segur que el volcà tornarà a entrar en erupció.

### Estructura
El Mauna Loa és el volcà en escut més gran del món. Té forma d'escut perquè la seva lava és extremadament fluida (baixa viscositat) i els seus pendents no són costeruts. Les erupcions rarament són violentes i la seva forma més comuna és l'estil hawaià, que implica fonts de lava que alimenten els seus corrents. Al principi de l'erupció, és típic que s'obri una falla de diversos quilòmetres de llarg, amb corrents de lava traslladant-se per tota la seva longitud anomenada cortina de foc. Després de pocs dies, l'activitat es concentra en una sola obertura.

## Història eruptiva

### Erupcions prehistòriques

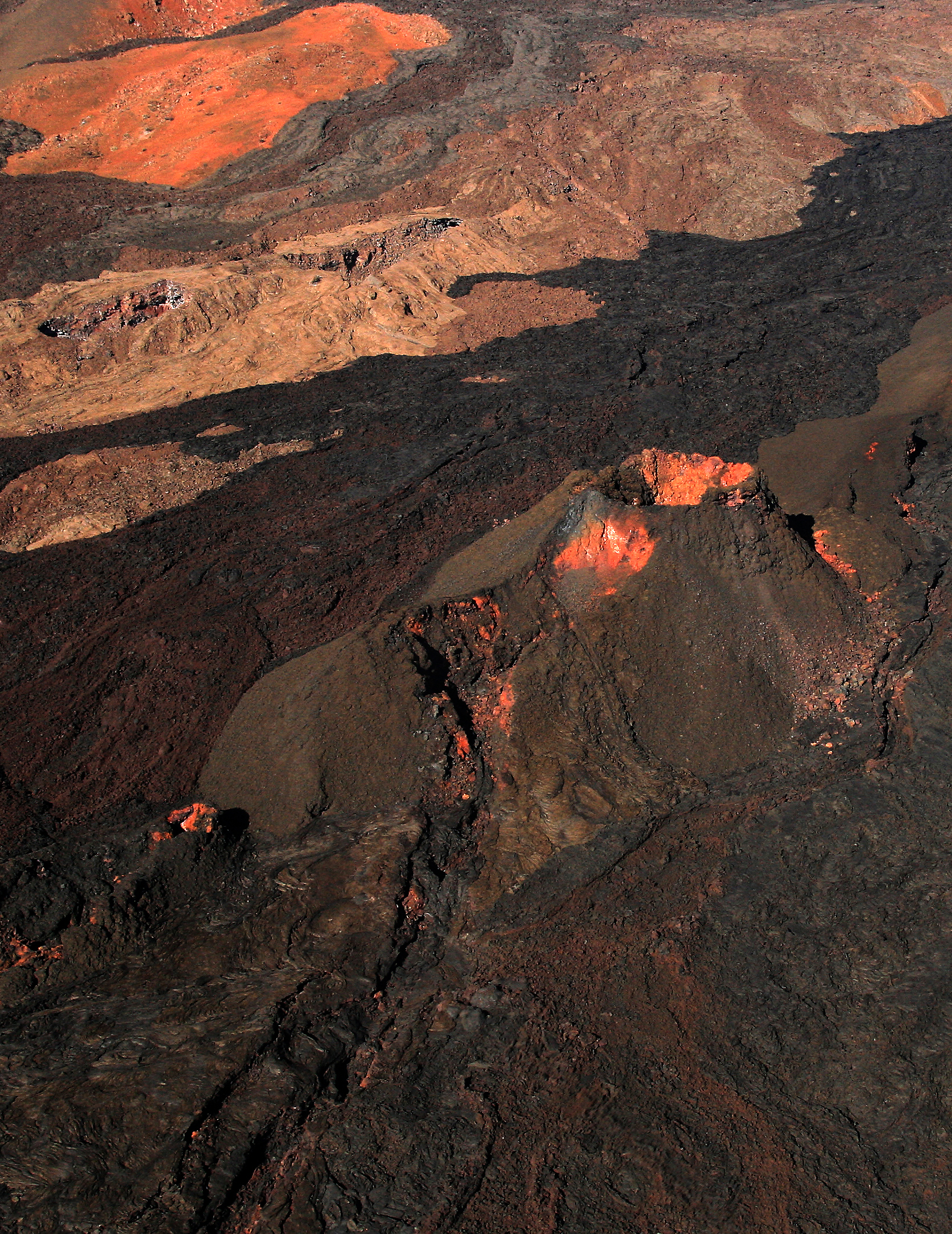
Un Con d'escòria i fluxos circumdants a Mauna Loa

Per haver assolit la seva enorme mida dins dels seus relativament curts (geològicament parlant) de 600.000 a 1.000.000 d'anys de vida, Mauna Loa hauria d'haver hagut de créixer molt ràpidament al llarg de la seva història de desenvolupament, i una extensa datació per radiocarboni basada en carbó vegetal (potser el La datació eruptiva prehistòrica més extensa de la Terra) ha acumulat un registre de gairebé dos-cents fluxos existents datats de manera fiable que confirma aquesta hipòtesi.
Les mostres de lava, incloses les obtingudes per projectes de perforació, s'han datat com a mínim fa 470.000 anys. Per raons tècniques les edats més antigues obtingudes per les tècniques modernes són 657.000 anys enrere, però tenen grans errors de l'ordre de 200.000 anys, igual que alguns intents històrics de cites amb laves més joves que les van fer més grans del que era el cas.: Conclusions Alguns dels fluxos més antics exposats a Mauna Loa són els turons de Ninole al seu flanc sud, roques basàltiques subaèries que es remunten aproximadament a entre 100 i 200 mil anys. Formen una terrassa contra la qual els fluxos més joves s'han inclinat des d'aleshores, molt erosionats i incisos contra el seu pendent en termes de direcció; Es creu que això és el resultat d'un període d'erosió a causa d'un canvi en la direcció del flux de lava provocat per la caiguda prehistòrica del volcà. Els segueixen dues unitats de colades de lava separades per una capa de cendres intermèdia coneguda com a capa de cendres de Pāhala: el basalt Kahuka més antic, poc exposat a la part inferior del rift sud-oest, i el basalt Kaʻu més jove i molt més estès, que apareix més àmpliament a el volcà. Les mateixes cendres de Pāhala es van produir durant un llarg període fa entre 13 i 30 mil anys, tot i que la gran vitrificació i les interaccions amb els fluxos posteriors i previs a la creació han dificultat la datació exacta. La seva edat correspon aproximadament a la glaciació del Mauna Loa durant l'última edat glacial, cosa que planteja la clara possibilitat que sigui el producte de la interacció freatomagmàtica entre les glaceres desaparegudes i les activitats eruptives del Mauna Loa.
Els estudis han demostrat que es produeix un cicle en el qual l'activitat volcànica al cim és dominant durant diversos centenars d'anys, després del qual l'activitat es desplaça a les zones d'esquerda durant diversos segles més, i després de nou al cim. S'han identificat clarament dos cicles, cadascun d'entre 1.500 i 2.000 anys. Aquest comportament cíclic és exclusiu de Mauna Loa entre els volcans hawaians. Entre fa uns 7.000 i 6.000  anys, Mauna Loa estava en gran part inactiu. Es desconeix la causa d'aquest cessament d'activitat i no s'ha trobat cap fet similar conegut en altres volcans hawaians, excepte els que actualment es troben en l'etapa posterior a l'escut. Entre fa 11.000 i 8.000 anys, l'activitat era més intensa que avui. Tanmateix, la taxa de creixement global de Mauna Loa probablement ha començat a disminuir durant els darrers 100.000 anys, i, de fet, el volcà pot estar a prop del final de la seva fase de construcció d'escut basalt toleític.

### Història recent

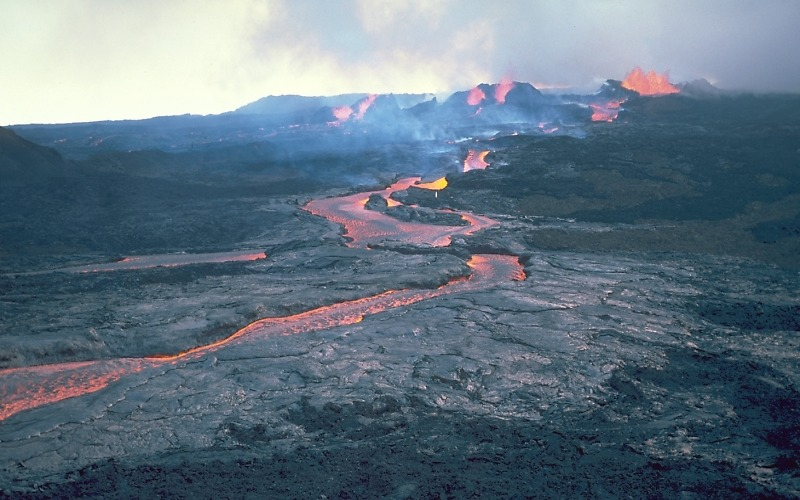
Fonts de lava i un flux de canal de Mauna Loa, 1984

Els antics hawaians han estat presents a l'illa de Hawaii durant uns 1.500 anys, però gairebé no van conservar registres sobre l'activitat volcànica a l'illa, més enllà d'alguns relats fragmentaris que daten a finals del segle xvii i principis del XIX. Les possibles erupcions es van produir al voltant de 1730 i 1750 i en algun moment durant 1780 i 1803. Un missioner va presenciar una erupció de juny de 1832 a Maui, però el 190 km |0 entre les dues illes i la manca d'evidències geològiques aparents han posat en dubte aquest testimoni. Així, la primera erupció històricament testimoniada completament confirmada va ser un esdeveniment de gener de 1843; des d'aquell moment, el Mauna Loa ha esclatat 32 vegades.
Les erupcions històriques a Mauna Loa són de caràcter típicament hawaià i rarament són violentes, començant amb l'aparició de fonts de lava en una escletxa de diversos quilòmetres de llarg coneguda col·loquialment com la cortina de foc (sovint, però no sempre, propagant-se des del cim de Mauna Loa) i finalment concentrant-se en un sol vent, el seu centre eruptiu a llarg termini. L'activitat centrada al seu cim sol anar seguida d'erupcions de flanc fins uns mesos més tard, i encara que Mauna Loa és històricament menys activa que la del seu veí Kilauea, tendeix a produir majors volums de lava durant períodes més curts. La majoria de les erupcions es centren en el cim o en qualsevol de les seves dues zones de rift principals; en els darrers dos-cents anys, el 38 % de les erupcions es van produir al cim, el 31 % a la zona del rift nord-est, el 25 % a la zona del rift sud-oest i el 6 % restant de les respiracions del nord-oest. El 40 % de la superfície del volcà està format per laves de menys de mil anys d'antiguitat, i el 98 % de laves de menys de 10.000 anys d'antiguitat. A més de les zones de cim i rift, el flanc nord-oest de Mauna Loa també ha estat la font de tres erupcions històriques.
L'esdeveniment de 1843 va ser seguit per erupcions el 1849, 1851, 1852 i 1855, i els fluxos de 1855 van ser especialment extensos. El 1859 va marcar el més gran dels tres fluxos històrics que s'han centrat al flanc nord-oest de Mauna Loa, produint un llarg flux de lava que va arribar a l'oceà a la costa oest de l'illa de Hawaii, al nord de la badia de Kīholo. Una erupció el 1868 es va produir al costat de l'enorme terratrèmol de Hawaii de 1868, un esdeveniment de magnitud vuit que va cobrar 77 vides i segueix sent el terratrèmol més gran que s'ha produït mai a l'illa. Després de més activitat el 1871, Mauna Loa va experimentar una activitat gairebé contínua des d'agost de 1872 fins a 1877, una erupció de llarga durada i voluminosa que va durar aproximadament 1.200 dies i que no es va moure mai més enllà del seu cim. Una breu erupció d'un sol dia el 1877 va ser inusual ja que va tenir lloc sota l'aigua, a la badia de Kealakekua ia menys d'una milla de la costa; els curiosos espectadors que s'acostaven a la zona en vaixells van informar d'aigua inusualment turbulenta i, ocasionalment, de blocs flotants de lava endurida. Més erupcions es van produir el 1879 i després dues vegades el 1880, la darrera de les quals es va estendre fins al 1881 i va entrar dins dels límits actuals de la ciutat més gran de l'illa, Hilo; tanmateix, en aquell moment, l'assentament era un poble costaner situat més avall del vessant del volcà i, per tant, no es va veure afectat.
Mauna Loa va continuar la seva activitat, i de les erupcions que es van produir els anys 1887, 1892, 1896, 1899, 1903 (dues vegades), 1907, 1914, 1916, 1919 i 1926, tres (el 1887, 19196, 1919, 1916, 1919 i 1926). eren parcialment subaèries. L'erupció de 1926, en particular, és destacable per haver inundat un poble prop de Ho ʻ, destruint 12 cases, una església i un petit port. Després d'un esdeveniment el 1933, l'erupció de Mauna Loa de 1935 va provocar una crisi pública quan els seus fluxos van començar a dirigir-se cap a Hilo. Es va decidir una operació de bombardeig per intentar desviar els fluxos, planificada pel llavors tinent coronel George S. Patton. El bombardeig, dut a terme el 27 de desembre, va ser declarat un èxit per Thomas A. Jaggar, director de l’Observatori del volcà hawaià, i la lava va deixar de fluir el 2 de gener de 1936. No obstant això, el paper que va tenir el bombardeig per acabar amb l'erupció ha estat fortament discutit pels vulcanòlegs. Un esdeveniment més llarg però destinat al cim el 1940 va ser comparativament menys interessant.
L'erupció de Mauna Loa de 1942 es va produir només quatre mesos després de l'atac a Pearl Harbor i l'entrada dels Estats Units a la Segona Guerra Mundial, i va crear un problema únic per als Estats Units en temps de guerra. Es va produir durant una apagada nocturna forçada a l'illa, la lluminositat de l'erupció va obligar el govern a emetre una ordre de mordaç a la premsa local, amb l'esperança d'evitar que s'estengués notícies del seu esdeveniment, per por que els japonesos l'utilitzissin per llançar un bombardeig a l'illa. Tanmateix, a mesura que els fluxos de l'erupció es van estendre ràpidament pel flanc del volcà i van amenaçar el canal d'Ola'a, la font principal d'aigua de Mountain View, la Força Aèria de l'Exèrcit dels Estats Units va decidir llançar les seves pròpies bombes a l'illa amb l'esperança de redirigir els fluxos. del canal; setze bombes amb un pes entre 136 i 272 kg cadascun es va deixar caure a l'illa, però va produir poc efecte. Finalment, l'erupció va cessar per si sola.
Després d'un esdeveniment de 1949, la següent gran erupció a Mauna Loa es va produir el 1950. Originària de la zona de rift sud-oest del volcà, l'erupció continua sent l'esdeveniment de fractura més gran de la història moderna del volcà, amb una durada de 23 dies, amb 376 emissions. milions de metres cúbics de lava, i arribant als 24 km en 3 hores. L'erupció de 1950 no va ser l'erupció més voluminosa del volcà (el llarg esdeveniment de 1872-1877 va produir més del doble de material), però va ser fàcilment una de les d'acció més ràpida, produint la mateixa quantitat de lava que la erupció de 1859 en una desena part del temps. Els fluxos van superar el poble de Hoʻokena-mauka al sud de Kona, van creuar la Ruta 11 de Hawaii i van arribar al mar a les quatre hores de l'erupció. Tot i que no hi va haver pèrdues de vides, el poble va quedar destruït definitivament. Després de l'esdeveniment de 1950, Mauna Loa va entrar en un període prolongat de latència, interromput només per un petit esdeveniment de cimera d'un sol dia el 1975. Tanmateix, va tornar a ressonar el 1984, manifestant-se primer al cim del Mauna Loa, i després produint un flux ʻaʻā estret i canalitzat que va avançar pendent cap avall en 6 km |0 d'Hilo, prou a prop per il·luminar la ciutat a la nit. Tanmateix, el flux no es va apropar, ja que dos dics naturals més amunt del seu camí van trencar i desviar els fluxos actius.
Del 1985 al 2022, el volcà va tenir el seu període de tranquil·litat més llarg de la història. El magma s'havia acumulat sota Mauna Loa des de l'erupció de 1984, i el Servei Geològic dels Estats Units el febrer de 2021 va informar que, tot i que una erupció no semblava ser imminent, el volcà havia mostrat signes elevats de malestar des del 2019, inclòs un lleuger augment de la taxa d'inflació al cim del volcà.
El període de tranquil·litat va acabar a les 11:30 pm HST el 27 de novembre de 2022, quan va començar una erupció al cim del volcà a Moku'āweoweo (la caldera de Mauna Loa). Els fluxos de lava que emanen de la caldera es van fer visibles des de Kailua-Kona en les hores immediatament posteriors a l'erupció. L'erupció va romandre confinada a la caldera fins a les 6:30 aproximadament am HST el 28 de novembre, quan l'Observatori del volcà hawaià va observar que l'erupció havia migrat des del cim a la zona del Rift del nord-est. Inicialment es van observar tres fissures a la zona del rift, i les dues primeres van quedar inactives a les 13:30 del dia 28. Abans de tornar-se inactives, les dues fissures superiors alimentaven fluxos de lava que es desplaçaven pendent cap avall, però aquests fluxos es van estancar aproximadament 18 km de Saddle Road. També es van observar fonts de lava emanant de les fissures, amb les més altes arribant fins als 61 m a l'aire. A mesura que els fluxos de lava de la tercera fissura es van expandir, van tallar la carretera cap a l’Observatori de Mauna Loa aproximadament a les 8:28 a la tarda. L'activitat a la zona del rift va continuar el dia 29, amb una quarta fissura que es va obrir a les 7:30 aproximadament. El front principal de les colades de lava de la tercera fissura també va continuar movent-se i es va localitzar aproximadament a 4,3 km de Saddle Road a les 7 am el 2 de desembre.
Quan l'erupció s'acostava a la seva segona setmana, van començar a aparèixer indicis d'una reducció de l'activitat. El 8 de desembre, les colades de lava que alimentaven el front principal van començar a drenar-se i el front principal es va estancar aproximadament 2,7 km de Saddle Road. Els cabals van continuar drenant el dia 9 i les fonts de lava de la tercera fissura també van començar a escurçar-se. El dia 10, les fonts de lava van ser substituïdes per un estany de lava i es va declarar que el front de flux aturat ja no era una amenaça. A partir d'aquests factors i dades sobre erupcions passades, l'HVO va determinar que l'erupció podria acabar aviat i va reduir el nivell d'alerta del volcà d'Avís per vigilar a les 2:35 del dia 10 a la tarda. Tanmateix, hi havia una petita possibilitat que l'erupció continués a un ritme molt baix. L'erupció va acabar oficialment a les 7:17 am el dia 13, i l'HVO va baixar el nivell d'alerta del volcà a Advisory.

### Perills
Mauna Loa ha estat designat Volcà de la dècada, un dels setze volcans identificats per l’Associació Internacional de Vulcanologia i Química de l'Interior de la Terra (IAVCEI) com a digne d'un estudi particular a la llum de la seva història de grans erupcions destructives i la seva proximitat a poblacions. El Servei Geològic dels Estats Units manté un cartografia de zones perilloses de l'illa fet a escala d'un a nou, amb les zones més perilloses corresponents als nombres més petits. Basant-se en aquesta classificació, la caldera del cim i les zones de rift contínuament actives de Mauna Loa han rebut una designació de nivell 1. Gran part de l'àrea que envolta immediatament les zones de rift es considera de nivell dos, i al voltant del 20 % de l'àrea ha estat coberta de lava en temps històrics. Gran part de la resta del volcà és el nivell de perill tres, entre un 15 i un 20 % dels quals ha estat cobert per fluxos durant els darrers 750 anys. No obstant això, dues seccions del volcà, la primera a l'àrea de Naalehu i la segona al flanc sud-est de la zona de rift de Mauna Loa, estan protegides de l'activitat eruptiva per la topografia local i, per tant, s'han designat com a nivell de perill 6, comparable amb una zona aïllada de manera similar. segment sobre Kīlauea.
Tot i que les erupcions volcàniques a Hawaii poques vegades produeixen víctimes (l'única mort històrica directa a causa de l'activitat volcànica a l'illa es va produir a Kīlauea el 1924, quan una erupció inusualment explosiva va llançar roques contra un espectador), els danys a la propietat a causa de la inundació per lava són freqüents i habituals. perill costós. Les erupcions de tipus hawaià solen produir fluxos extremadament lents que avancen a ritme de caminar, presentant poc perill per a la vida humana, però això no és estrictament així. L'erupció de Mauna Loa de 1950 va emetre tanta lava en tres setmanes com la recent erupció de Kīlauea produïda en tres anys i va assolir el nivell del mar a les quatre hores del seu inici, envaint el poble de Hoʻokena Mauka i una carretera important en el camí. Una erupció anterior el 1926 va envair el poble d'Hoʻōpūloa Makai, i Hilo, construït en part sobre laves de l'erupció de 1880–81, està en risc d'erupcions futures. L'erupció de 1984 gairebé va arribar a la ciutat, però es va aturar poc després que el flux fos redirigit per la topografia aigües amunt.
Un perill potencialment més gran a Mauna Loa és un col·lapse sobtat i massiu dels flancs del volcà, com el que va colpejar el flanc oest del volcà fa entre 100.000 i 200.000 anys i va formar l'actual badia de Kealakekua. Les falles profundes són una característica comuna als volcans hawaians, permetent que grans porcions dels seus flancs llisquin gradualment cap avall i formen estructures com l’Hilina Slump i els antics turons de Ninole; Els grans terratrèmols podrien provocar col·lapses ràpids de flancs al llarg d'aquestes línies, creant esllavissades massives i possiblement desencadenant tsunamis igualment grans. Les enquestes submarines han revelat nombrosos esllavissades al llarg de la cadena hawaiana i evidència de dos tsunamis gegants d'aquest tipus: Fa 200.000 anys, Molokai va experimentar un tsunami de 75 m i fa 100.000 anys un megatsunami de 325 m d'alt a Lanai. Un exemple més recent dels riscos associats a les caigudes es va produir l’any 1975, quan el Hilina Slump va avançar de sobte uns quants metres, provocant un terratrèmol i un tsunami de 14m que va matar dos campistes a Halape.

### Seguiment
Establert a Kīlauea el 1912, l’Observatori dels Volcans de Hawaii (HVO), actualment una branca del Servei Geològic dels Estats Units, és l'organització principal associada amb el seguiment, observació i estudi dels volcans hawaians. Thomas A. Jaggar, el fundador de l'Observatori, va intentar una expedició al cim a Mauna Loa per observar la seva erupció de 1914, però va ser rebutjat per l'àrdua caminada requerida. Després de demanar ajuda a Lorrin A. Thurston, el 1915 va poder persuadir l'exèrcit nord-americà de construir una ruta senzilla al cim per a ús públic i científic, un projecte finalitzat el desembre d'aquell any; l'Observatori ha mantingut presència al volcà des d'aleshores.
Les erupcions al Mauna Loa gairebé sempre van precedides i acompanyades d'episodis prolongats d'activitat sísmica, el seguiment dels quals va ser el mecanisme d'alerta principal i sovint l'únic en el passat i que segueix sent viable avui dia. Les estacions sísmiques s'han mantingut a Hawaii des de la creació de l'Observatori, però aquestes es van concentrar principalment a Kīlauea, amb la cobertura de Mauna Loa millorant només lentament durant el segle xx. Després de la invenció dels equips de monitoratge moderns, la columna vertebral del sistema de monitoratge actual es va instal·lar al volcà als anys setanta. L'erupció de Mauna Loa de juliol de 1975 va ser advertida per més d'un any de disturbis sísmics, amb l'HVO emetent advertències al públic en general des de finals de 1974; l'erupció de 1984 va ser precedida de manera similar per fins a tres anys d'activitat sísmica inusualment alta, i els vulcanòlegs van predir una erupció en dos anys el 1983.
El modern sistema de monitorització de Mauna Loa consisteix no només en la seva xarxa sísmica local, sinó també en un gran nombre d'estacions GPS, inclinàmetres i tensiòmetres que s'han ancorat al volcà per controlar la deformació del sòl a causa de la inflació de la cambra de magma subterrània de Mauna Loa. que presenta una imatge més completa dels esdeveniments que desenvolupen l'activitat eruptiva. La xarxa GPS és la més duradora i àmplia dels tres sistemes, mentre que els tiltmeters proporcionen les dades predictives més sensibles, però són propensos a resultats erròniament no relacionats amb la deformació real del sòl; no obstant això, una línia d'enquesta a través de la caldera mesurava un 76 mm 0 augment de la seva amplada respecte a l'any anterior a l'erupció de 1975, i un augment similar a l'erupció de 1984. Els tensiometres, en canvi, són relativament rars. L'Observatori també manté dos detectors de gas a Mokuʻāweoweo, la caldera del cim de Mauna Loa, així com una càmera web en directe accessible al públic i projeccions ocasionals mitjançant imatges de radar d'obertura sintètica interferomètrica.